# Spargania subtilisecta
Spargania subtilisecta là một loài bướm đêm trong họ Geometridae.